# Карл Эдуард Стюарт
Карл Эдуард Людовик Иоанн Сильвестр  Мария Казимир Стюарт (англ. Charles Edward Louis John Sylvester Maria Casimir Stuart, 31 декабря 1720 — 31 января 1788), известный также как Красавчик принц Чарли (англ. Bonnie Prince Charlie) или Молодой Претендент (англ. The Young Pretender), — предпоследний представитель дома Стюартов и якобитский претендент на английский и шотландский престолы как Карл III в 1766—1788 годах. Предводитель восстания против дома Ганноверов (воспринимаемого народом как восстание против власти англичан) в Шотландии, он считается важной фигурой в истории этой страны и стал популярным героем шотландского фольклора.

## Молодость
Карл (Чарльз) родился в Риме, где жил его отец Джеймс Фрэнсис Эдуард Стюарт, сын Якова II, c 1701 года претендовавший на престол как Яков III Английский и VIII Шотландский. Его матерью была Мария Клементина Собеская, внучка польского короля Яна III. От отца, как наследник фамильных притязаний, получил титул «принц Уэльский». Как и его отец и дед, был католиком. Детство и молодость провёл в Италии, постоянно проживая в Риме или в Болонье. Его воспитателем был шотландский патриот-эмигрант Эндрю Майкл Рэмзи. В 14-летнем возрасте Карл принял «боевое крещение», участвуя в осаде Гаэты (в ходе Войны за Польское наследство, 1734 г.).
В декабре 1743 года Старый Претендент назначил 23-летнего сына принцем-регентом и разрешил ему действовать от своего имени и отвоевать британскую корону у ганноверского короля Георга II.

## Восстание
В июле 1745 года принц высадился в Эрискее, в Шотландии, поднял знамя отца и начал якобитское восстание 1745 года, вошедшее в историю как «Восстание Сорок Пятого Года» (the Forty-Five Rebellion). Претендента поддержали представители горных кланов Шотландии, среди которых было немало католиков. Быстро взяв без боя столицу Шотландии Эдинбург, Чарльз 21 сентября разбил при Престонпансе единственную правительственную армию, находившуюся тогда в Шотландии, и двинулся на юг в Англию во главе армии из 6 тысяч человек. Заняв Карлайл и дойдя до Дербишира, принц по требованию советников повернул назад, в Шотландию, так как в Англии якобитское движение массовой поддержки не вызвало.
Против него была отправлена английская армия во главе с третьим сыном короля Великобритании Георга II Уильямом Августом, герцогом Камберлендским, которого король отозвал с поля европейских сражений Войны за австрийское наследство. 16 апреля 1746 года армии встретились в сражении при Каллодене, в трёх милях к востоку от Инвернесса, в северной Шотландии. На открытой местности армия якобитов оказалась беззащитной перед мощным артиллерийским огнём Камберленда и вскоре была рассеяна; советник принца лорд Джордж Мюррей сумел отвести остаток армии в боевой готовности в Рутвен, собираясь продолжать войну, но Чарльз, считая, что его предали, решил оставить восставших. Битва при Каллодене стала последним сражением на территории острова Великобритания.
Бегство принца Чарльза было впоследствии воспето в шотландской народной поэзии (англ. Bonnie Prince Charlie). Скрывшись от преследователей на острове Скай, он переоделся служанкой якобитской дамы Флоры Макдональд и назвался «Бетти Бёрк». На борту французского фрегата «Счастливчик» в сентябре 1746 года принц вернулся на континент.

## После поражения

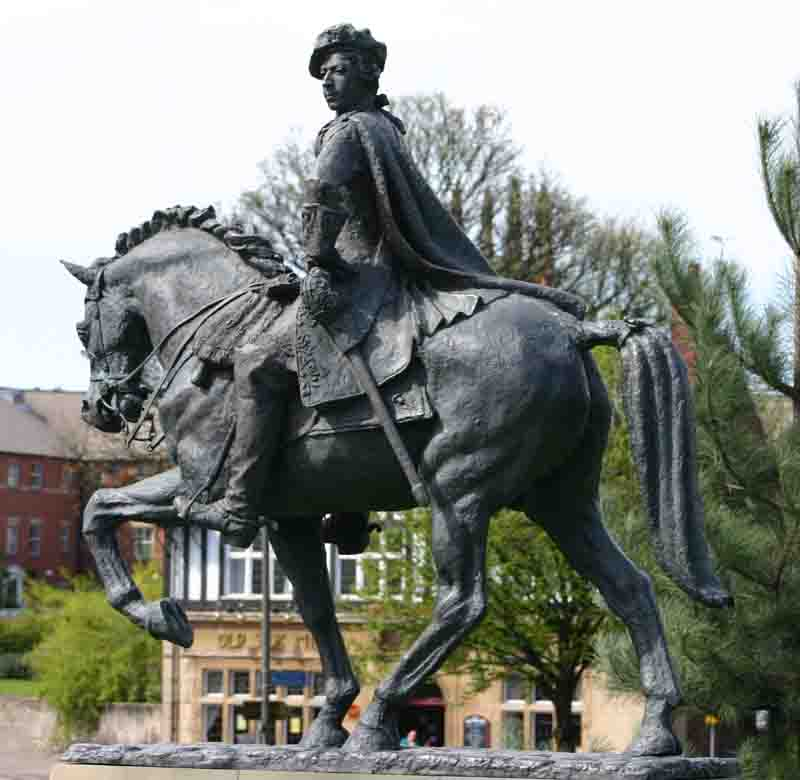
Памятник принцу в Дерби — английском городе, до которого он дошёл в 1745 году

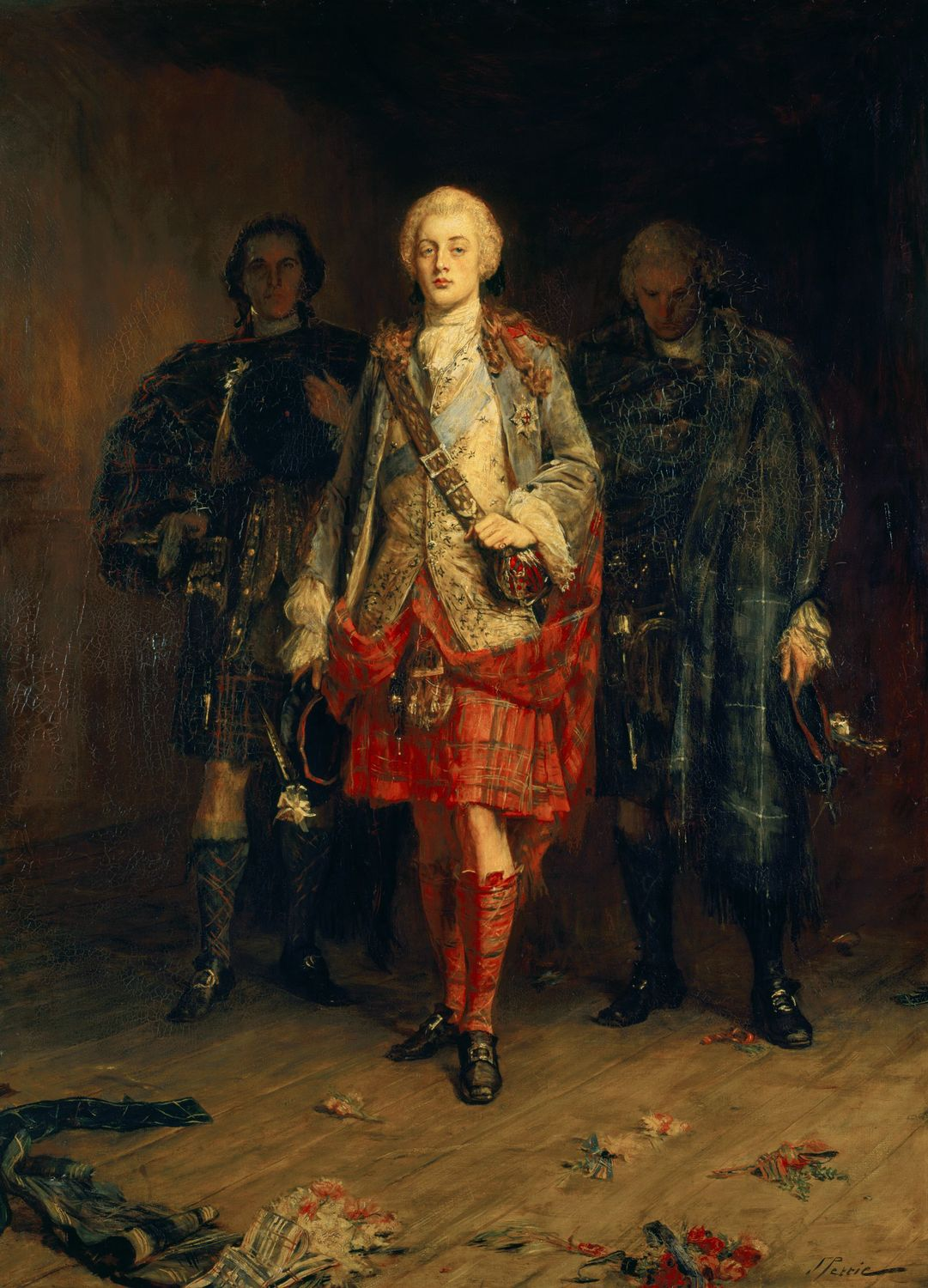
Поздний портрет работы Джона Петти

Несколько лет он жил в изгнании с сожительницей, шотландкой Клементиной Уокиншоу, с которой познакомился во время восстания. В 1753 году у них родилась дочь Шарлотта. Неудачи якобитского движения стали причиной того, что принц стал много пить, и Клементина покинула его.
Не теряя надежды заполучить престол, Карл решил обратиться в протестантизм для привлечения симпатий англичан; с этой целью он в 1750 году инкогнито посетил Лондон и сменил веру, однако после прибытия во Францию вновь стал соблюдать католические обряды. В 1766 году после смерти отца он стал считаться якобитским претендентом на престол как Карл III, однако папа римский Климент XIII решил не признавать за ним этого титула, в то же время воздерживаясь и от официального признания Ганноверов. Не получил он ожидаемого признания и от католических монархов, которых известил официальными письмами о своём восшествии на престол. Статус якобитов стал уязвимым, им грозила опасность превратиться в маргинальную группировку, хотя периодически французские правительства по-прежнему рассчитывали использовать претендентов как рычаг давления на Британию. Осложняло ситуацию и то, что оба сына умершего Якова III были холосты и не имели законных наследников: младший сын, кандидат Генрих Бенедикт Стюарт, к этому моменту давно был духовным лицом и принял целибат.
В 1772 году претендент женился на принцессе Луизе Штольберг-Гедернской из саксонского рода Штольбергов, ровеснице своей дочери, переехал с ней во Флоренцию, после чего стал использовать титул «граф Олбани» (рангом ниже более обычного для Шотландии титула герцог Олбани). Ожидаемого наследника этот брак не принёс. В 1780 году Луиза тоже ушла от него к итальянскому поэту Витторио Альфьери, утверждая, что муж дурно с ней обращается. В 1783 году Карл оформил завещание, узаконил свою внебрачную дочь Шарлотту (к тому времени подарившую ему троих внуков — тоже внебрачных, от французского епископа де Рогана) и дал ей титул «герцогини Олбани», однако не мог дать ей прав претендовать на престол. В дальнейшем претендент, чьё здоровье серьёзно пошатнулось, жил вместе с дочерью во Флоренции и Риме. В папской столице он скончался в возрасте 67 лет 31 января 1788 г. Шарлотта пережила отца меньше чем на два года.
Карл Эдуард был сперва похоронен во Фраскати, где его младший брат, кардинал Стюарт, был епископом, но после смерти последнего в 1807 г. останки Молодого претендента были перенесены в Рим, в собор Святого Петра.
После Карла Эдуарда, не оставившего законных детей, непризнанным якобитским претендентом стал кардинал Стюарт (как «Генрих IX и I»). С его смертью в 1807 году, пресеклась старшая, венценосная линия рода Стюартов.

## Память
В музыке
- Народные шотландские песни My Bonnie Lies over the Ocean и The Skye Boat Song[англ.] аллегорически посвящены Красавчику Чарли. Ему посвящены также песни Wha’ll be King but Charlie?[англ.] и Wha Wadna Fecht for Charlie?

В кино
- «Красавчик принц Чарли (1923)[англ.]» Чарльза Эдварда Стюарта сыграл Айвор Новелло.
- «Красавчик принц Чарли (1948)[англ.]» его роль исполнил Дэвид Нивен.
- «Каллоден» (1964 г.) молодого претендента сыграл Оливье Эспиталье-Ноэль (Olivier Espitalier-Noel).
- «В погоне за оленем» (1994 г.) роль принца исполнил Доминик Каррара (Dominique Carrara).
- «Чужестранка (телесериал)» — Эндрю Гауэр[англ.]

В литературе
- Принц Чарльз Эдвард Стюарт — один из важных персонажей серии романов «Чужестранка» (Outlander) Дайаны Гэблдон.
- Принц Карл Эдуард Стюарт, претендент на престол Шотландии, один из персонажей в романе Вальтера Скотта «Уэверли, или Шестьдесят лет назад».